# Обручов Володимир Опанасович
Обручов Володимир Опанасович (1795—1866) — оренбурзький генерал-губернатор, командир Окремого Оренбурзького корпусу (1842 — 51), генерал від інфантерії.
Потомствений дворянин, син генерал-майора, народився в Архангельській губернії.
Завдяки батькові, військовому інженеру, в дванадцятирічному віці вступив в інженерний корпус. У 1808 році був проведений в підпоручики.
Під час Французько-російської війни 1812 року був ад'ютантом при генерал-майорові І. І. Дибичу. За бойові заслуги був нагороджений орденом Св. Володимира IV ступеня з бантом.
У 1813 році за відзначення при Чашниках був переведений в лейб-гвардії Преображенський полк, за Бауцен отримав золоту зброю.
У 1817 році був призначений командиром Нарвського піхотного полку, в 1823 році — начальником штабу 2-го піхотного полку, в наступному році отримав звання генерал-майора.
За спогадами декабриста С. П. Трубецького, Обручов був членом одного з таємних товариств, але при розслідуванні подій 1825 року до слідства не притягувався
У 1828 році на посаді чергового генерала 2-ї армії брав участь у війні з Туреччиною і по її закінченні був нагороджений орденом Св. Анни I ступеня.
У 1831 році за бойові заслуги у польській кампанії був проведений в генерал-лейтенанти, а за штурм Варшави удостоєний ордена Св. Георгія III ступеня.
У 1832 році отримав в командування 1-ю піхотну дивізію, в наступному році — 3-ю гренадерську, а в 1842 році був призначений командиром окремого Оренбурзького корпусу, оренбургским військовим губернатором і керуючим громадянською частиною. В Оренбург прибув 3 липня. Тут ним були зроблені експедиції: в 1846 році — на східний берег Каспійського моря, в 1847 році — вглиб степів, до річки Сирдар'ї, де він звів Раїмську фортецю.
У 1851 році був призначений сенатором, а в 1859 році — головою генерал-аудіторіата.